# Крюковы (Юбилейное сельское поселение)
Крюковы — деревня в Котельничском районе Кировской области в составе Юбилейного сельского поселения.

## География
Располагается на расстоянии примерно 18 км по прямой на северо-запад от райцентра города Котельнич.

## История
Известна с 1719 года как деревня Лаптева с населением 3 души мужского пола, в 1763 96 жителей. В 1873 году здесь (деревня Лаптевская или Крюковы) отмечено дворов 2 и жителей 15, в 1905 (Лаптевская 1-я) 4 и 31, в 1926 (Крюковы или Лаптевская)  5 и 38, в 1950 6 и 19, в 1989 оставалось 6 человек. Настоящее название утвердилось с 1939 года.

## Население
Постоянное население  составляло 7 человек (русские 100%) в 2002 году, 8 в 2010.